# 天主教弗朗卡教区
天主教弗朗卡教區（拉丁語：Dioecesis Francopolitana），是巴西一個天主教教區，位於聖保羅州東北部，屬里貝朗普雷圖總教區。
教區成立於1971年2月20日，2006年教區有教友614,000人，佔總人口78.9%。有三十個堂區、司鐸六十一人。現任教區主教為保祿·羅伯托·貝洛托。